# Теорема Лиувилля о конформных отображениях

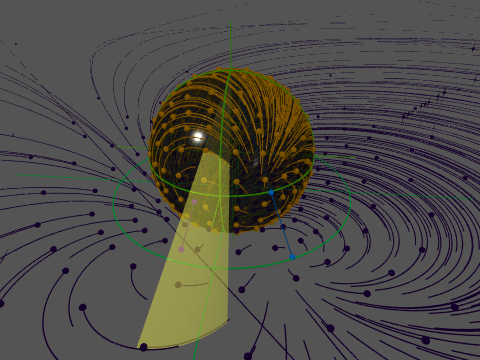
Теорема Лиувилля утверждает, что конформные преобразования пространства являются мёбиусовыми — то есть переводят сферы и плоскости в сферы и плоскости

Теорема Лиувилля о конформных отображениях утверждает, что
| всякое конформное отображение области евклидова пространства {\displaystyle \mathbb {R} ^{n}} при {\displaystyle n\geqslant 3} можно представить в виде конечного числа суперпозиций изометрий и инверсий. |

Эта теорема выявляет бедность класса конформных отображений в пространстве, и с этой точки зрения она весьма важна в теории аналитических функций многих комплексных переменных и в теории
квазиконформных отображений. Для сравнения, любые две связные односвязные области в {\displaystyle \mathbb {R} ^{2}} с более чем одной точкой границы конформно эквивалентны (это теорема Римана об отображении).
Теорема была доказана Лиувиллем в 1850 году. В 1967 году Решетняк обобщил теорему на случай, когда отображение предполагается имеющим лишь обобщённые производные (лежащее в соболевском пространстве {\displaystyle W_{n}^{1}}).

## Набросок доказательства
В случае бесконечно дифференцируемых отображений доказательство следует из более общего утверждения дифференциальной геометрии.
| Пусть {\displaystyle (X,g)} — риманово многообразие, и {\displaystyle S\subset X} — гладкая гиперповерхность в нём, {\displaystyle A\colon TS\to TS} — её оператор внешней кривизны (то есть оператор такой, что {\displaystyle g(Au,v)=\mathrm {I\!I} (u,v)} есть вторая фундаментальная форма), и {\displaystyle f} — положительная функция на {\displaystyle X}. Тогда оператор внешней кривизны метрики {\displaystyle g'=fg} выражается как {\displaystyle A'(u)={\frac {\sqrt {f}}{2}}A(u)-\left(L_{\mathbf {n} _{S}}{\sqrt {f}}\right)u}, где {\displaystyle \mathbf {n} _{S}} — поле внешних нормалей к {\displaystyle S}, a {\displaystyle L} — производная Ли. |

Отсюда следует, что хотя сам оператор внешней кривизны не является конформным инвариантом (что очевидно для мёбиусовых преобразований {\displaystyle \mathbb {R} ^{3}}, переводящий вполне геодезичные — то есть обладающие тождественно нулевой внешней кривизной — плоскости в круглые сферы), множество точек, в которых совпадают его собственные числа (главные кривизны), конформно инвариантно. Эти точки называются точками округления. В частности, вполне умбиличные поверхности — то есть такие, все точки которых являются точками округления — переводятся конформными преобразованиями во вполне умбиличные. В {\displaystyle \mathbb {R} ^{n}} таковые исчерпываются областями сфер и плоскостей, что завершает доказательство теоремы.
Кроме того, из этой формулы вытекает, что конформно инвариантными являются также и собственные вектора оператора внешней кривизны, а следовательно локальные интегральные линии соответствующих собственных векторных полей — так называемые линии кривизны. Это утверждение замечено Схоутеном и Стрёйком.
Заметим, что в этой теореме нет ограничения на размерность объемлющего многообразия. Однако следствие в данном случае является тавтологией, поскольку на кривой в плоскости у оператора внешней кривизны имеется лишь одно собственное значение, и потому всякая кривая вполне умбилична (что хорошо согласуется с тем, что все гладкие жордановы кривые переводятся друг в друга конформными отображениями ограничиваемых ими областей).

## Иные конформные инварианты

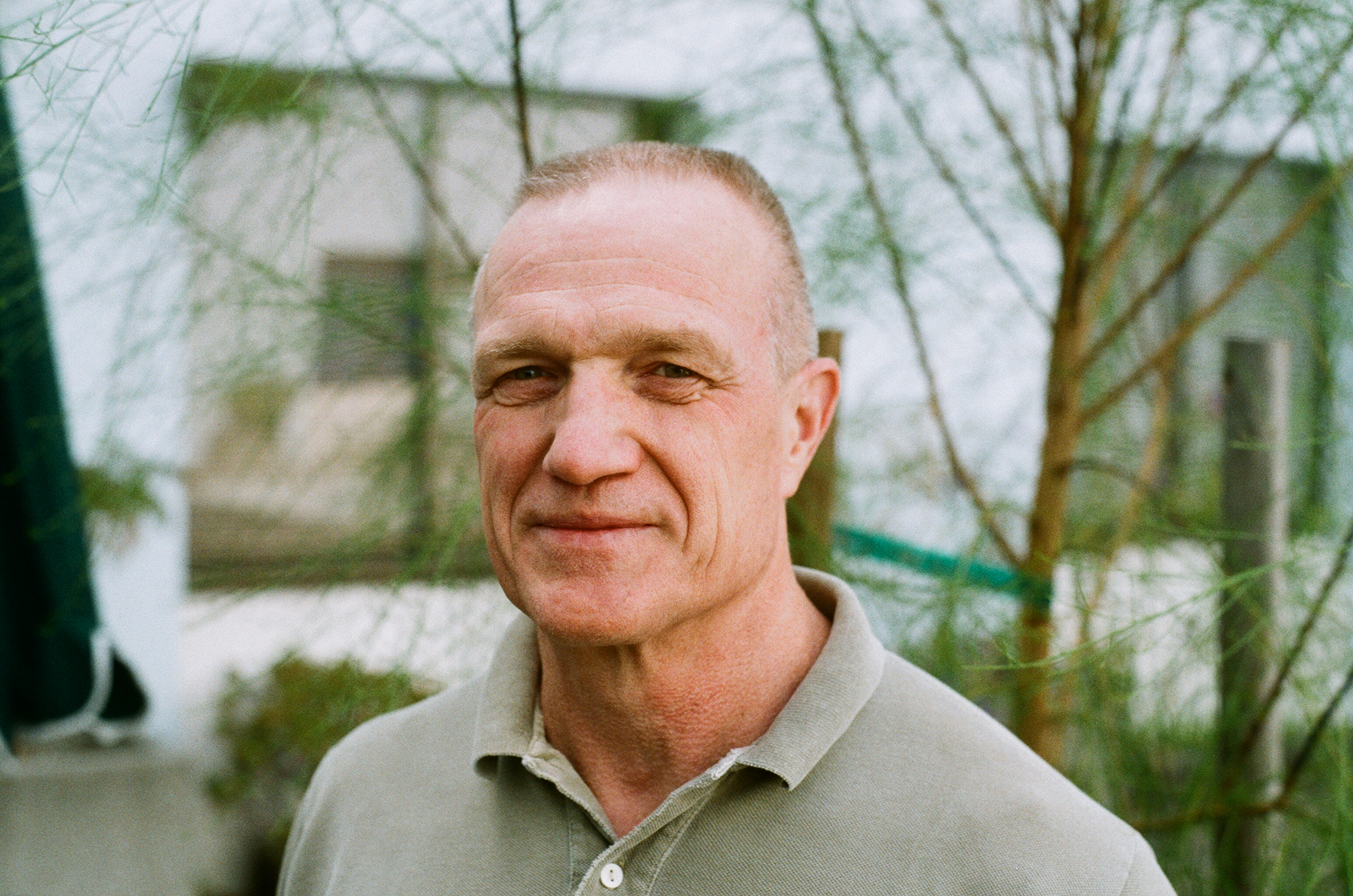
Роберт Брайант

Геометрия конформных отображений особенно богата для поверхностей в {\displaystyle S^{3}}. В данном случае инвариантом конформного преобразования являются не просто точки округления поверхности, но так называемoe подынтегральное выражение Вильмора, {\displaystyle (H^{2}-K)\omega _{g}}, где {\displaystyle H} есть её средняя кривизна, {\displaystyle K} — гауссова кривизна, а {\displaystyle \omega _{g}} — форма площади. Эта форма обнуляется в точности в точках округления поверхности. Интеграл {\displaystyle \int _{S}(H^{2}-K)\omega _{g}} называется функционалом Вильмора.
По аналогии с оператором внешней кривизны, собственные направления которого конформно инвариантны, хотя сам он при конформных преобразованиях меняется, Брайант ввёл конформное гауссово отображение. Именно, хотя понятие касательной плоскости не конформно инвариантно, понятие касательной сферы, имеющей в точке касания ту же среднюю кривизну, что и поверхность, уже конформно инвариантно. Сферы в {\displaystyle S^{3}}, если реализовать {\displaystyle S^{3}} как множество изотропных лучей в пространстве Минковского {\displaystyle \mathbb {R} ^{4,1}}, высекаются гиперплоскостями сигнатуры {\displaystyle \mathbb {R} ^{3,1}} — а таковые определяются своей единичной нормалью, то есть точкой гиперболоида {\displaystyle Q=\{(v,v)=1\}\subset \mathbb {R} ^{4,1}}. Сопоставление точке поверхности в мёбиусовой {\displaystyle S^{3}} точки гиперболоида, соответствующей её касательной сфере, является эквивариантным под действием мёбиусовой группы {\displaystyle \mathrm {SO} (4,1)}; это и есть конформное гауссово отображение.

## Связь с комплексной геометрией
Было бы ошибкой заключать по контрасту между теоремой Лиувилля для {\displaystyle n>2} и теоремой Римана для {\displaystyle n=2}, будто конформные отображения пространств высшей размерности не имеют отношения к комплексному анализу и геометрии. Ровно наоборот, богатство структур многомерной комплексной геометрии препятствует существованию конформных преобразований евклидовых областей, отличных от мёбиусовых. Так, для трёхмерных многообразий их конформное отображение индуцирует КР-голоморфное отображение их твисторов Лебрюна; в случае евклидова пространства подъёмы круглых сфер в твисторы Лебрюна задают на них сетку голоморфных кривых, которые должны переводиться друг в друга под этими отображениями, что и определяет на них жёсткие условия, сводящиеся в конечном счёте к мёбиусовости.